# Rådighetsfel
Rådighetsfel uppstår när en myndighet fattar ett beslut som inskränker en köpares förväntade möjlighet att använda det han köpt. Rådighetsfel avseende fast egendom är reglerat i Jordabalken  men köplagen saknar sådana bestämmelser varför det är osäkert vad som gäller för lös egendom.